# Артемівськ (десантний корабель)
Артемівськ  — малий десантний корабель на повітряній подушці Військово-Морських Сил України проекту 1232.2 (тип «Зубр», за класифікацією НАТО — Pomornik). Бортовий номер U424. До 1995 року — МДК-123 Чорноморського флоту.

## Особливості проекту
Малі десантні кораблі проекту 1232.2 (також 12322) «Зубр» на сьогодні є найбільшими у світі десантними кораблями на повітряній подушці, що здатні виходити на берег, долати рови і траншеї, рухатися по болотах і висаджувати десант в глибині оборони противника. Один «Зубр» здатен доставити на берег до трьох основних бойових танків і 140 морських піхотинців. Для висадки десантів з МДКПП типу «Зубр» є придатними до 78% загальної довжини берегової смуги морів і океанів світу. На відміну від інших проектів МДКПП, «Зубри» в ході висадки можуть здійснювати вогневу підтримку сил десанту, для чого мають по дві 140-мм реактивні установки залпового вогню А-22 «Огонь».
Проектування десантного корабля на повітряній подушці під шифром «Зубр» розпочалося у 1978 році, на основі досвіду експлуатації серійних ДКПП проекту 1232.1 «Джейран». Перший «Зубр» був спущений на воду у 1986 році і вступив у склад флоту у 1988 році. Кораблі будувалися на суднобудівних заводах в Ленінграді, Хабаровську та на ФСК «Море» в Феодосії.
Основною силовою несучою частиною корпусу корабля проекту 12322 «Зубр», що забезпечує міцність і непотоплюваність, є понтон прямокутної форми розмірами 57,3х21,9 метрів. Надбудова, що знаходиться на понтоні, двома поздовжніми перегородками розділена на три функціональних відсіки. У середній частині розміщено відсік десантної техніки з танковими доріжками і апарелями. У бортових відсіках розміщені основні й допоміжні енергоустановки, приміщення для особового складу десанту, житлові приміщення екіпажу, системи забезпечення життєдіяльності та захисту від зброї масового ураження. Для підтримки комфортних умов на бойових постах, у приміщеннях десанту і житлових приміщеннях екіпажу передбачені системи вентиляції, кондиціювання та опалення, теплозвукоізолюючі покриття, конструкції з вібродемпфуючих матеріалів.
Для приводу нагнітачів повітряної подушки і повітряних гвинтів на кораблях встановлені високотемпературні газотурбінні двигуни. Повітряну подушку формують чотири нагнітальних агрегати НО-10 з осьовим робочим колесом діаметром 2,5 метри. Створення тяги для руху судна здійснюється трьома 4-лопатевими реверсивними гвинтами зі змінним короком. Гвинти діаметром 5,5 м — в кільцевих насадках з полімерних композитних матеріалів.
Корабель здатний перевозити 3 основних бойових танки сумарною масою до 150 тонн, або 10 бронетранспортерів сумарною масою до 131 тонн, або 8 бойових машин піхоти сумарною масою до 115 тонн. Для десанту передбачено 4 приміщення на 140 місць. Замість бойової техніки приміщення може бути обладнане для розміщення додатково ще 366 чоловік (всього близько 500 чоловік).
«Артемівськ» — четвертий корабель проекту.

## Історія корабля
Корабель із заводським номером С-302 був закладений у Феодосії на кораблебудівному заводі «Море». Спущений на воду 30 грудня 1989 року. Зарахований в списки кораблів ВМФ СРСР як МДК-123 (бортовий № 508) і включений до складу 39-ї дивізії морських десантних сил Чорноморського флоту з базуванням на Кримську військово-морську базу (оз. Донузлав).
У 1994 році МДК-123, разом зі сторожовим кораблем «Питлівий» і ракетним катером Р-15 брав участь у евакуації громадян Росії з Грузії, охопленої громадянською війною. Під час проведення евакуаційної місії, коли загін кораблів у складі великих десантних кораблів «Костянтин Ольшанський» і ВДК-69 піддалися нападу з боку декількох озброєних катерів абхазьких воєнізованих формувань, МДК-123, який прийшов на допомогу, відігнав нападників вогнем зі скорострільної артилерійської установки АК-630М. При цьому він потопив один з ворожих катерів.
10 січня 1996 року в ході розділу Чорноморського флоту СРСР МДК-123 був включений у склад ВМС України, де отримав найменування «Артемівськ» і бортовий номер U424. Включений до складу 5-ї бригади десантних кораблів ВМС України. Шефство над кораблем взяла Артемівська міська рада. Угода про шефські зв'язки передбачала комплектування корабля призовниками з Артемівська, допомогу екіпажу корабля, обмін делегаціями.
29 листопада 2000 року у зв'язку із закінченням встановленого для нього терміну служби, втратою тактико-технічних характеристик і недоцільністю відновлення «Артемівськ» був виведений зі складу флоту і списаний.